# Almásy Imre (politikus, 1896–1973)
Almásy Imre, ifjabb (Pusztaszenttamás, 1896. január 20. – Overijse, Belgium, 1973. november 9.) magyar földbirtokos, politikus.

## Élete
Zsadányi és törökszentmiklósi gróf Almásy Imre 1896. január 20-án született idősebb zsadányi és törökszentmiklósi gróf Almásy Imre és felesége, Wesselényi Kornélia bárónő négy gyermeke közül harmadikként. Középiskolai tanulmányait a budapesti piarista gimnáziumban folytatta, ahol 1914-ben érettségizett.
Az első világháborúban huszárfőhadnagyként teljesített frontszolgálatot, majd az összeomlás után, a Tanácsköztársaság idején részese volt az úgynevezett szolnoki fehér gárda megszervezésének. Miután fogságba került, ez utóbbi szerepvállalásáért a kommunisták előbb halálra, majd kegyelemből 15 évi fegyházbüntetésre ítélték.
Később az Egységes Párt, illetve a Nemzeti Egység Pártja Nógrád vármegyei szervezetének elnöke, 1935–1939 között pedig – a rétsági körzet mandátumát elnyerve – a párt országgyűlési képviselője volt; továbbá a két világháború közti időszakban tagja volt a Nógrád vármegyei törvényhatósági bizottságnak is.
A második világháború után Belgiumban telepedett le, élete utolsó szakaszában ott élt.

## Magánélete
1920. november 15-én a ma Békéscsabához tartozó Pósteleken vette feleségül Széchenyi Antoinette Friderika Franciska Mária grófnőt, aki 1896. január 20-án vagy 22-én született Ókígyóson és 1971. december 27-én, néhány héttel a 75. születésnapja előtt hunyt el, ugyancsak a belgiumi Overijse-ben. Az ifjú pár gyakran tartózkodhatott Pósteleken, mivel a grófi gyermekek közül az elsőszülött, a majdnem 93 évet élt Almásy Orsolya Mária Krisztina Kornélia a kastélyban született meg.
Gyermekeik:
- Almásy Orsolya Mária Krisztina Kornélia (1921. július 23., Póstelek, Békés vm. – 2014. július 9., Budapest)
- Almásy Miklós Imre Antal Mária (1923. január 5., Felsőpetény, Nógrád vm. – 1990. május 8., Overijse, Belgium)
- Almásy István Imre Antal Ferenc Mária (1929. április 6., Felsőpetény, Nógrád vm. – 2009. március 17., Chino, Kalifornia, Amerikai Egyesült Államok)[2]